# 임백천
임백천(林白千, 1958년 5월 30일~)은 대한민국의 가수이자 방송MC이다.

## 생애
전라남도 순천시에서 3남 중 차남으로 태어났고, 서울특별시에서 성장하였고, 또한 초/중/고등학교는 서울특별시에서 마쳤다. 국민대학교 건축학과에 입학했고, 1978년 MBC 대학가요제에서 고영선과 함께〈한마음〉이라는 노래로 장려상을 수상하여 가수로 데뷔하였다. 하지만 그는 뛰어난 말솜씨로 데뷔 시절부터 주로 예능에서 활동하였다. 가수 시절에 방송 진행자로 발탁된 후 대학생 신분 임에도 학생 답지 않은 빼어난 진행 솜씨를 MBC방송국에서 인정받아 방송 진행자로 연속해서 발탁되었고, 괜찮은 수입을 이유로 진행자로서 계속 활동을 하게 된다.
대학을 졸업후 전공을 살려서 1981년부터 기업체 동아그룹 산하 회사인 공영토건의 건축기사로 근무를 한다. 1986년에 명MC로 다시 활약하며 방송인으로 복귀하였고, 1990년에〈마음에 쓰는 편지〉라는 곡을 발표하여 가수로서 전성기를 맞이했다. 1994년에는 한국이벤트영상연구소를 설립하였고, 2000년에 캠퍼스21 사외이사로 활동했고, 다양한 분야에서 활동하였다. 이후 현재까지 유명 MC로 활발하게 활동하고 있다. 2008년 국회의원 선거 총선에서는 당시 서울특별시 중구 후보였던 나경원 국회의원의 지지연사로 나서서 "여러분 그동안 많이 속으셨습니다"는 주제로 지원 연설을 하는 등 정치에 참여하는 듯 했으며 지금까지 지역구 국회의원으로 한번, 비례대표 국회의원으로 두번 정계입문 제의를 받았었으나 거절했고, 앞으로도 정계에 입문하는 일은 없을 것이라고 단언하였다. 주병진, 홍서범과는 서울덕수초등학교 동창이다.

## 명MC로서의 조언
어느 방송 프로그램의 초대 손님으로 나와서 자신의 오랜 MC 생활을 겪었던 경험으로, 잘 모르는데 아는 척하는 사람이 출연자들 중에서 가장 안좋아 보이더라는 조언을 간단히 남겼다.

## 학력
- 서울덕수초등학교 (1969년 졸업)
- 이화여자대학교 사범대학 부속 이화·금란중학교 (1973년 졸업)
- 여의도고등학교 (1975년 졸업)
- 국민대학교 건축학과 (학사)
- 성균관대학교 행정대학원 (석사)

## 출연작

### 방송 출연작
- 1991년 MBC 《퀴즈여행 달려라 지구촌》 MC
- 1991년 KBS2 《생방송 전국은 지금》 MC
- 1992년 ~ 1993년 MBC 《특종! TV 연예》 MC
- 1993년 ~ 1994년 MBC 《지금은 특집 방송중》 MC
- 1993년 SBS 《대결 20/40》 MC
- 1993년 SBS 《청춘은 아름다워》 MC
- 1994년 SBS 《투맨쇼 두남자와 만납시다》
- 1994년 ~ 1995년 SBS 《청백스튜디오》 MC
- 1994년 ~ 1995년 KBS2 《톱스타 인생극장》 MC
- 1995년 MBC 《테마게임》 MC
- 1995년 HBS 《임백천의 월드쇼》 MC
- 1995년 ~ 1998년 KBS2 《슈퍼 선데이》 MC
- 1996년 TJB 《임백천의 월드쇼》 MC
- 1997년 KBS2 《꿈의 스튜디오》 MC
- 1997년 ~ 1999년 KBS2 《연예가 중계》 MC
- 1997년 ~ 1998년 MBC 《휴먼TV 즐거운 수요일》 MC
- 1998년 ~ 2003년 KBS2 《슈퍼TV 일요일은 즐거워》 MC
- 1998년 KBS2 《TV 데이트》 MC
- 1999년 ~ 2002년 KBS1 《좋은나라 운동본부》 MC
- 1999년 SBS 《임백천의 원더풀 투나잇》
- 1999년 ~ 2001년 KBS2 《행복채널》 아내 김연주와 함께 진행
- 2001년  ~ 2003년 KBS2 《쇼 파워 비디오》 MC
- 2004년 SBS 《낭만 콘서트》 MC
- 2005년 SBS 《도전! 하이&로》
- 2005년 ~ 2006년 SBS 《비법 대공개》 MC
- 2005년 ~ 2007년 MBC 《가요 큰잔치》 MC
- 2011년 KBS2 《문화탐험 세계의 유산》 내레이션
- 2013년 KBS2 《세대공감 토요일》 MC
- 2013년 MBC 《QUEEN 별이 빛나는 카페》 MC
- 2013년 JTBC 《뉴스 콘서트》 앵커
- 2013년 TV조선 《코리아 헌터》 내레이션
- 2015년 MBC 《미스터리 음악쇼 복면가왕》 - 누구를 위하여 종은 울리나
- 2017년 MBC 《세모방: 세상의 모든 방송》 MC
- 2019년 ~ 2020년 KBS2 《무한리필 샐러드》

### 드라마 출연작
- 2002년 KBS2 일요 아침드라마 《결혼 이야기》 MC
- 2002년 SBS 일일시트콤 《똑바로 살아라》
- 2014년 KBS2 일일연속극 《달콤한 비밀》 김성철 역
- 2021년 TV조선 주말드라마 《결혼작사 이혼작곡 2》 본인 역

### 라디오 출연작
- 1990년 ~ 1993년 KBS 제2FM 《임백천의 뮤직쇼》 DJ
- 2003년 ~ 2007년 KBS 쿨FM 《임백천의 골든팝스》 DJ
- 2008년 ~ 2010년 KBS 해피FM 《임백천의 시사터치》 MC
- 2010년 KBS 해피FM 《즐거운 저녁길 임백천, 김숙입니다》 DJ
- 2011년 ~ 2018년 KBS 해피FM 《임백천의 라디오 7080》 DJ
- 2014년 EBS FM 《EBS 책 읽는 라디오 낭독 시리즈》
- 2018년 ~ 2020년 KBS 해피FM 《임백천의 골든팝스》 DJ
- 2020년 ~ KBS 해피FM 《임백천의 백뮤직》 DJ

### 영화 출연작
- 1992년 《복수혈전》
- 2006년 《라디오 스타》 - 본인 역 (특별출연)
- 2013년 《생생활활》
- 2013년 《마스터 클래스의 산책》

### 음반
- 《마음에 쓰는 편지》(1990년)

### TV광고
- 빙그레 - 새포미콘, 킹콘
- 현대종합목재산업 - 리바트 김연주와 함께
- 롯데푸드 - 야채믹스100 김연주와 함께
- 삼성전자 - 삼성VTR 위너 다이아몬드 - 김연주와 함께
- SK에너지 - 가습기메이트 김연주와 함께
- 덕산종합건설 베스트타운
- 아모레퍼시픽 - 캔설록차 김연주와 함께
- LG하우시스 - 우드륨 김연주와 함께
- NH농협 - 목우촌 (Feat. 김연주, 임성훈, 한홍비, 이영헌)
- 길훈종합건설/동성종합건설/신명종합건설 김포 퀸스타운 분양
- 일동후디스 - 아기밀 김연주와 함께
- KB생명보험
- 송도공원
- 한진건설 - 한진 그랑빌 김연주와 함께
- KBS 미디어 - KBS 2라디오 여러분의 아침을 활짝 열어드릴께요 조경아, 주현미, 은가은, 이본, 인호진, 이상호, 유지원편
- 고용노동부
- 보건복지부 범국민금연운동본부 (Feat. 박정숙, 박정수)
- 경기도청 2004 경기도 세계도자기비엔날레 김연주와 함께
- 하우리 - 바이로봇